# Лусту, Стивен
Стивен Лусту (дат. Steven Lustü; род. 13 апреля 1971, Вордингборг, Сторстрём) — датский футболист (играл на позиции защитника). Играл за «Нествед», «ХБ Кёге», «АБ», «Люн» и «Силькеборг».

## Биография
Стивен начал свою профессиональную карьеру в сезоне 1991/1992, в клубе из Датской Суперлиги, «Нествед». В 1993 году он перешёл в другой клуб Суперлиги, «ХБ Кёге», с которым он стал чемпионом Дании в 2000 году. В августе 2000 года, в матче против Сборной Фарерских островов, Лусту дебютировал за Сборную Дании, под руководством Мортена Ольсена.
В 2000 году Стивен на один сезон перешёл в столичный клуб «АБ». В 2002 году перешёл в норвежский «Люн». Он играл почти в каждой игре за «Люн» и пользовался большой популярностью в клубе. Тут ему дали прозвище «Психо» из-за его бескомпромиссного стиля игры. За время пребывания в «Люне» Лусту успел сыграть ещё в 8 матчах за сборную. Он был включен в состав сборной на ЧМ—2002, но провел весь турнир на скамейке запасных. Выступал за сборную Дании и на провальной Квалификации к ЧМ—2006. Последний матч за сборную сыграл 9 февраля 2005 года против Сборной Греции.
Стивен вернулся в Данию, подписав контракт с «Силькеборгом» в декабре 2006 года. Первый матч Датской Суперлиги за «Силькеборг» сыграл 11 марта 2007 года против «Хорсенса», а последний — 6 декабря 2009 года против «Брондбю».

## Статистика

### Матчи Лусту за сборную Дании
| Матчи Лусту за сборную Дании | Матчи Лусту за сборную Дании | Матчи Лусту за сборную Дании | Матчи Лусту за сборную Дании | Матчи Лусту за сборную Дании | Матчи Лусту за сборную Дании        |
| ---------------------------- | ---------------------------- | ---------------------------- | ---------------------------- | ---------------------------- | ----------------------------------- |
| №                            | Дата                         | Соперник                     | Счёт                         | Голы Лусту                   | Соревнование                        |
| 1                            | 16 августа 2000              | Фарерские острова            | 2:0                          | —                            | Чемпионат Северной Европы 2000—2001 |
| 2                            | 15 августа 2001              | Франция                      | 0:1                          | —                            | Товарищеский матч                   |
| 3                            | 10 ноября 2001               | Нидерланды                   | 1:1                          | —                            | Товарищеский матч                   |
| 4                            | 17 мая 2002                  | Камерун                      | 2:1                          | —                            | Товарищеский матч                   |
| 5                            | 26 мая 2002                  | Тунис                        | 2:1                          | —                            | Товарищеский матч                   |
| 6                            | 21 августа 2002              | Шотландия                    | 1:0                          | —                            | Товарищеский матч                   |
| 7                            | 7 сентября 2002              | Норвегия                     | 2:2                          | —                            | Чемпионат Европы 2004 (отбор)       |
| 8                            | 17 ноября 2004               | Грузия                       | 2:2                          | —                            | Чемпионат мира 2006 (отбор)         |
| 9                            | 9 февраля 2005               | Греция                       | 1:2                          | —                            | Чемпионат мира 2006 (отбор)         |

Итого: 9 матчей / 0 голов; 4 победы, 3 ничьи, 2 поражения.

## Достижения
- Чемпион Дании: 1999/00
- Финалист кубка Норвегии: 2004